# Villebon-sur-Yvette
Villebon-sur-Yvette  es una comuna francesa, situada en el departamento de Essonne, en la región Île-de-France. Es el chef-lieu del cantón de Villebon-sur-Yvette.
Está situada a lo largo del río Yvette.

## Demografía
| 3033 | 4949 | 7234 | 7728 | 9080 | 9373 | 11 036 |
| Para los censos de 1962 a 1999 la población legal corresponde a la población sin duplicidades (Fuente: INSEE [Consultar]) |      |      |      |      |      |        |

Fuente : INSEE.

## Ciudades hermanadas
- Liederbach am Taunus, Alemania
- Las Rozas de Madrid, España
- Whitnash, Reino Unido